# Национални парк Јанкари
Национални парк Јанкари је највеће заштићено подручје у Нигерији, стационирано у држави Баучи, на североистоку земље. Покрива површину од око 2,250 km² и у њему се налази неколико извора топле воде, као и широк спектар флоре и фауне. Налази се у средишту западне афричке саване и то га чини јединственим. Јанкари је оригинално направљен као резерват 1956. године, али је касније, 1991. године добио звање националног парка, највећег у Нигерији. Представља популарну туристичку дестинацију и кључан је у развоју и промоцији туризма и екотуризма у држави. Такође је једна од најпопуларнијих еко дестинација у западној Африци.

## Историја
Парк окружују равнице и села, где се људи баве претежно пољопривредом и сточарством, а пре тога више од једног века у околини парка није било насеља. Ипак, постоје докази да су простор парка и његова околина били насељени у историји, проналаском пећина са ручно израђеним предметима.
Године 1934. Северни регионални комитет упутио је препоруку Извршом већу Нигерије да успостави резерват у Баучи емирату, на којем се налазио данашњи Национални парк Јанкари. Ову иницијативу подржао је Алхаји Мухамаду, министар пољопривреде и природних ресурса Нигерије. Министар је био импресиониран суданским резерватом док је био на путу у источној Африци, па је у повратку охрабрио потезе да се нешто слично направи и у Нигерији. Године 1956. Влада Северне Нигерије одобрила је планове за стварање заштићеног подручја. Јанкари је потом идентификован као регион на југу, који је настањивао велики број дивљих животиња и убрзо постао заштићено подручје. Област је добила статус шумског резервата 1957. године.
Јанкари је први пут отворен за јавност као заштићено подручје 1. децембра 1962. године. Од тада је Влада Нигерије руководила овим резерватом. Парком сада управља Савезна Влада Нигерије, преко Службе за националне паркове Нигерије. Јанкари је 1991. године званично постао национални парк под уредбом 36. националне Владе Нигерије.

## Еколошки туризам
Еколошки туризам сада фаворизују многе глобалне еколошке организације и агенције за помоћ као средство одрживог развоја. Оне промовишу очување биолошке разноврсности заштитом екосистема и као главне атракције има локалну културу, флору и фауну. Национални парк Јанкари испуњава све ове критеријуме.
Године 2000. парк је угостио преко 20.000 туриста из више од 100 земаља. Ово га чини најпопуларнијом туристичком дестинацијом у Нигерији и ако се правилно са њим управља, може постати значајни фактор у развоју и промоцији туризма Нигерије. Јанкари је једно од неколико преосталих подручја у западној Африци, где су дивље животиње заштићене у свом природном станишту.

## Географија
Национални парк Јанкари стациониран је на јужном делу суданских савана. Састоји се од травњака, савана и шума. Јанкари такође представља регију брежуљака, који су висине између 200 и 400 м. Брдо Карио највиша је тачна парка и налази се на 640 м висине.
Годишња количина падавина у парку износи креће се између 900—1000 мм. Кишна сезона траје од маја до септембра, а температуре се крећу од 18C до 35C. Током сушне сезоне, ветар харматан дува и често доноси прашину из пустиње Сахаре. Ноћу температуре падну и до 12C, а најтоплији период је од марта до априла када се температуре могу повећати и изнад 40C током дана.
Током сушне сезоне, већи део парка и његовог живља зависи од реке Гаји и њених притока. Ова река има дели парк на два дела.
Главни улаз у парк налази се у оквиру села Маимнаџи, који се налази око 29 км од Диндиме. 

## Геологија
Парк лежи на формацији из терцијарног доба, која се састоји од пешчара, камена и каолинита. Испод ове налази се формација гомбе, која потиче из доба креде, састављена од пешчара, камена, муља и гвожђа. Долине реке Гаји, Јаши и Јули богате су алувијалним земљиштем. Пешчани делови и глинена тла јављају се у долинама ових река. Источно од долине реке Гаји, постоји опсег од 5-7 км, где се налазе пешчана тла.

## Дивљи свет
На простору парка налази се велики број дивљих животиња. Парк је важно уточиште за преко 50 врста сисара, укључујући врсте као што су афрички слон, маслинасти павијан, патас, Chlorocebus tantalusus, коњска антилопа, хартбист, западни афрички лав, афрички биво, мочварна антилопа, Tragelaphus sylvaticus, нилски коњ и многе друге. Западноафрички леопард је врста која већ дуго није настањена у парку Јанкари. Само пар лавова остало је у парку, а за леопарда се претпостављао да је изумро у парку, све док у априлу 2017. годије један мушкарац није био нападнут од леопарда у Јанкарију.
На простору парка пописано је око 350 врста птица. Од свих укупно, њих 130 су стално настањене врсте, 50 врста су селице из палеоарктичке зоне које долазе у Африку. Птице које настањују Јанкари укључују врсте као што су Ephippiorhynchus senegalensis, мисирка, Lophoceros nasutus и чапља говедарка. Последњих година у парку врста афрички белолеђи суп није пописиван и вероватно не настањује парк. 
Национални парк Јанкари настањује велики број слонова, а познат је и као место са највећом популацијом слонова у западној Африци. Процењује се да је слонова било више до 300, 2005. године. Раст популације слонова постао је проблем за мештане локалних села, јер они улазе у њихове фарме током кишне сезоне. Број стабала баобаб је драстично смањен због слонова, који се хране његовим лишћем.
Од 2005. године ово подручје сматра је једино које штити лавове у Нигерији, заједно са Националним парком Каињи.

## Карактеристике парка
Због подземне геотермалне активности, Национални парк Јанкари садржи четири топла извора. Камп је назван по најпознатијем међу њима, извор Вики, што на локалном језику значи где си ти?. Извор вики највећи је извор у држави, ширине је око 13, а дубине 1, 9 метара. Дневно из њега истекне 21.000.000 литара воде у реку Гаји. Извор има константну температуру од д 31,1°C.
Остали извори топле воде у националном парку су Димил, Гван и Навулго. Туган Налики једнији је хладни извор воде у парку.

## Туристички објекти
Камп Вики је туристички центар парка и налази се на око 42 km од главне капије. Камп је изграђен поред и назван је по извору, где је могуће пливати било када у току дана. У оквиру парка постоји 110 уређених брвнара, различитих величина и квалитета, класификованих као апартмани, све до хостела. У оквиру кампа налазе се ресторан, бар и конференцијских центар. Музеј у кампу је отворен за посетиоце, а делује и као конзерваторски центар, приказујући ловачку опрему и замке отете од ловаца.